# Derbi del Campo de Gibraltar
El derbi del Campo de Gibraltar es el nombre que recibe el partido de fútbol y la rivalidad entre los dos principales equipos del Campo de Gibraltar, de España, el Algeciras Club de Fútbol de la ciudad de Algeciras y la Real Balompédica Linense de la ciudad de La Línea de la Concepción. Dicho duelo, se vive con gran pasión por parte de los seguidores de uno y otro club.
La primera vez que Algeciras C. F. y Real Balompédica Linense se vieron las caras en categoría nacional fue el 14 de noviembre de 1943, se disputaba la séptima jornada de Liga del grupo VIII de Tercera División y el Algeciras, que por primera vez militaba en categoría nacional, visitaba a la Balona en el campo de San Bernardo. El encuentro acabó con empate a dos.
Desde entonces se han enfrentado 36 veces en La Línea de la Concepción en Liga en categoría nacional con un balance de 18 victorias locales, 10 empates y 8 victorias visitantes. La Balona anotó 54 goles por 32 del Algeciras en estos partidos. El resultado más repetido en estos partidos es el 1-0 (8 veces). En Algeciras se han enfrentado 37 veces en Liga en categoría nacional con un balance de 21 victorias locales, 10 empates y 6 victorias visitantes. El Algeciras anotó 60 goles por 38 de la Balona en estos partidos. El resultado más repetido en estos partidos es el 1-0 (6 veces). 
El Algeciras Club de Fútbol ha disputado 9 temporadas (en cinco períodos diferentes) en Segunda División y la Real Balompédica Linense disputó 6 temporadas (todas consecutivas en los años 50) en Segunda División pero nunca han coincidido en esta categoría. La última vez que coincidieron fue en la temporada 2020-21 de Segunda División B. En esta categoría solamente han coincidido 9 temporadas (1984-85, 1985-86, 1988-89, 2000-01, 2001-02, 2013-14, 2015-16, 2019-20 y 2020-21) de las 44 totales que se disputaron. En la temporada 2022-23 ambos militan en la Primera Federación.
El Algeciras C. F. venció 5 partidos consecutivos a la Real Balompédica Linense entre el 14 de marzo de 2021 y el 23 de abril de 2023 (0-1, 0-4, 1-0, 1-0, 0-2). Por otro lado, la Real Balompédica Linense derrotó al Algeciras en 5 partidos consecutivos entre el 23 de noviembre de 1947 y el 13 de febrero de 1949 (2-1, 2-3, 3-1, 2-4, 4-1).
El gol 100 de la Real Balompédica Linense en partidos oficiales del derbi del Campo de Gibraltar lo anotó el jerezano Luis Lahera Gago Biri en un partido de liga disputado el 24 de septiembre de 2009 en el Estadio Municipal de La Línea que acabó con victoria local por 6-3.
El gol 100 del Algeciras C. F. en partidos oficiales del derbi del Campo de Gibraltar lo anotó el ghanés Karim Abubakar en un partido de liga disputado el 8 de diciembre de 2019 en el Estadio Nuevo Mirador de Algeciras.

## Comparativa entre los dos equipos
|                                           | Real Balompédica Linense         | Algeciras Club de Fútbol         |
| ----------------------------------------- | -------------------------------- | -------------------------------- |
| Año de fundación                          | 4 de enero de 1912               | 27 de octubre de 1912            |
| Temporadas en Segunda División            | 6                                | 9                                |
| Campeonatos de Segunda División           | -                                | -                                |
| Temporadas en Primera Federación          | 2                                | 2                                |
| Campeonatos de Primera RFEF               | -                                | -                                |
| Temporadas en Segunda División B          | 24                               | 18                               |
| Campeonatos de Segunda División B         | 0                                | 1                                |
| Temporadas en Segunda Federación          | -                                | -                                |
| Campeonatos de Segunda RFEF               | -                                | -                                |
| Temporadas en Tercera División            | 48                               | 44                               |
| Campeonatos de Tercera División           | 5                                | 7                                |
| Mejor participación en la Copa del Rey    | 1/16 de final (1949-50, 2015-16) | 1/16 de final (2003-04, 2013-14) |
| Mejor participación en la Copa Federación | 1/4 de final (1999-00, 2019-20)  | 1/4 de final (2002-03)           |
| Capacidad del estadio                     | 10 000                           | 7 200                            |

### Balance de enfrentamientos
- Resumen contra el Algeciras C.F.:[4][5][6][7]

| Competición                | Lugar | PJ | G  | E  | P  | G.BAL | G.ALG | +/- |
| -------------------------- | ----- | -- | -- | -- | -- | ----- | ----- | --- |
| Primera División           | -     | 0  | 0  | 0  | 0  | 0     | 0     | 0   |
| Segunda División           | -     | 0  | 0  | 0  | 0  | 0     | 0     | 0   |
| Primera Federación         |       |    |    |    |    |       |       |     |
| Algeciras                  | 2     | 0  | 0  | 2  | 0  | 2     | -2    |     |
| La Línea                   | 2     | 0  | 0  | 2  | 0  | 6     | -6    |     |
| Total                      | 4     | 0  | 0  | 4  | 0  | 8     | -8    |     |
| Segunda División B         |       |    |    |    |    |       |       |     |
| Algeciras                  | 9     | 1  | 2  | 6  | 8  | 14    | -6    |     |
| La Línea                   | 8     | 3  | 4  | 1  | 4  | 1     | +3    |     |
| Total                      | 17    | 4  | 6  | 7  | 12 | 15    | -3    |     |
| Tercera División           |       |    |    |    |    |       |       |     |
| Algeciras                  | 26    | 5  | 8  | 13 | 30 | 44    | -14   |     |
| La Línea                   | 26    | 15 | 6  | 5  | 50 | 25    | +25   |     |
| Total                      | 52    | 20 | 14 | 18 | 80 | 69    | +11   |     |
| Resumen Categoría Nacional |       |    |    |    |    |       |       |     |
| Algeciras                  | 37    | 6  | 10 | 21 | 38 | 60    | -22   |     |
| La Línea                   | 36    | 18 | 10 | 8  | 54 | 32    | +22   |     |
| Total                      | 73    | 24 | 20 | 29 | 92 | 92    | +0    |     |
| Copa del Rey               |       |    |    |    |    |       |       |     |
| Algeciras                  | 0     | 0  | 0  | 0  | 0  | 0     | 0     |     |
| La Línea                   | 3     | 1  | 0  | 2  | 6  | 6     | 0     |     |
| Total                      | 3     | 1  | 0  | 2  | 6  | 6     | 0     |     |
| Copa Federación            |       |    |    |    |    |       |       |     |
| Algeciras                  | 3     | 1  | 1  | 1  | 3  | 7     | -4    |     |
| La Línea                   | 3     | 2  | 0  | 1  | 8  | 6     | +2    |     |
| Total                      | 6     | 3  | 1  | 2  | 11 | 13    | -2    |     |
|                            | TOTAL | 82 | 28 | 21 | 33 | 109   | 111   | -2  |

## Resumen de enfrentamientos

### Divisiones Regionales
| # | Fecha      | Temporada | Equipo Local    | Resultado | Equipo visitante | Competición                 | Anotadores locales | Anotadores visitantes | Estadio      |
| - | ---------- | --------- | --------------- | --------- | ---------------- | --------------------------- | ------------------ | --------------------- | ------------ |
|   | 16/10/1927 | 1927–28   | Algeciras C. F. | 2−3       | RB Linense       | Campeonato Regional Sur     |                    |                       |              |
|   | 06/11/1927 | 1927–28   | RB Linense      | 3−4       | Algeciras C. F.  | Campeonato Regional Sur     |                    |                       |              |
|   | 09/11/1930 | 1930–31   | Algeciras C. F. | 2−3       | RB Linense       | Segunda Regional Preferente |                    |                       |              |
|   | 14/12/1930 | 1930–31   | RB Linense      | 4−0       | Algeciras C. F.  | Segunda Regional Preferente |                    |                       |              |
|   | 28/09/1941 | 1941–42   | RB Linense      | 4−2       | Algeciras C. F.  | Primera Regional Andaluza   |                    |                       | San Bernardo |
|   | 02/11/1941 | 1941–42   | Algeciras C. F. | 3−0       | RB Linense       | Primera Regional Andaluza   |                    |                       | El Calvario  |
|   | 06/09/1942 | 1942–43   | RB Linense      | 2−1       | Algeciras C. F.  | Primera Regional Andaluza   |                    |                       | San Bernardo |
|   | 08/11/1942 | 1942–43   | Algeciras C. F. | 3−1       | RB Linense       | Primera Regional Andaluza   |                    |                       | El Calvario  |

### Categoría Nacional
| #  | Fecha      | Temporada | Equipo Local    | Resultado | Equipo visitante | Competición        | Anotadores locales                                                      | Anotadores visitantes                   | Estadio     |
| -- | ---------- | --------- | --------------- | --------- | ---------------- | ------------------ | ----------------------------------------------------------------------- | --------------------------------------- | ----------- |
| 1  | 14/11/1943 | 1943–44   | RB Linense      | 2−2       | Algeciras C. F.  | Tercera            |                                                                         |                                         | S. Bernardo |
| 2  | 23/01/1944 | 1943–44   | Algeciras C. F. | 4−0       | RB Linense       | Tercera            |                                                                         |                                         | El Calvario |
| 4  | 19/11/1944 | 1944–45   | Algeciras C. F. | 5−4       | RB Linense       | Tercera            |                                                                         |                                         | El Calvario |
| 5  | 28/01/1945 | 1944–45   | RB Linense      | 0−2       | Algeciras C. F.  | Tercera            |                                                                         |                                         | S. Bernardo |
| 8  | 28/10/1945 | 1945–46   | Algeciras C. F. | 2−1       | RB Linense       | Tercera            |                                                                         |                                         | El Calvario |
| 9  | 30/12/1945 | 1945–46   | RB Linense      | 3−1       | Algeciras C. F.  | Tercera            |                                                                         |                                         | S. Bernardo |
| 14 | 06/10/1946 | 1946–47   | Algeciras C. F. | 2−0       | RB Linense       | Tercera            |                                                                         |                                         | El Calvario |
| 15 | 08/12/1946 | 1946–47   | RB Linense      | 2−2       | Algeciras C. F.  | Tercera            |                                                                         |                                         | S. Bernardo |
| 16 | 02/03/1947 | 1946–47   | RB Linense      | 1−0       | Algeciras C. F.  | Tercera            |                                                                         |                                         | S. Bernardo |
| 17 | 06/04/1947 | 1946–47   | Algeciras C. F. | 2−0       | RB Linense       | Tercera            |                                                                         |                                         | El Calvario |
| 19 | 23/11/1947 | 1947–48   | RB Linense      | 2−1       | Algeciras C. F.  | Tercera            |                                                                         |                                         | S. Bernardo |
| 20 | 29/02/1948 | 1947–48   | Algeciras C. F. | 2−3       | RB Linense       | Tercera            |                                                                         |                                         | El Calvario |
| 22 | 24/10/1948 | 1948–49   | Algeciras C. F. | 2−4       | RB Linense       | Tercera            |                                                                         |                                         | El Calvario |
| 23 | 13/02/1949 | 1948–49   | RB Linense      | 4−1       | Algeciras C. F.  | Tercera            |                                                                         |                                         | S. Bernardo |
| 24 | 16/10/1955 | 1955–56   | Algeciras C. F. | 1−1       | RB Linense       | Tercera            |                                                                         |                                         | El Mirador  |
| 25 | 25/12/1955 | 1955–56   | RB Linense      | 5−0       | Algeciras C. F.  | Tercera            | Campos, Vale, Puyol, Hurtado, Vale                                      |                                         | S. Bernardo |
| 26 | 29/01/1956 | 1955–56   | Algeciras C. F. | 2−1       | RB Linense       | Tercera            |                                                                         |                                         | El Mirador  |
| 27 | 18/03/1956 | 1955–56   | RB Linense      | 3−1       | Algeciras C. F.  | Tercera            |                                                                         |                                         | S. Bernardo |
| 28 | 27/10/1957 | 1957–58   | Algeciras C. F. | 1−1       | RB Linense       | Tercera            |                                                                         |                                         | El Mirador  |
| 29 | 23/02/1958 | 1957–58   | RB Linense      | 3−0       | Algeciras C. F.  | Tercera            | Castaños, Domínguez, Domínguez                                          |                                         | S. Bernardo |
| 30 | 02/11/1958 | 1958–59   | RB Linense      | 2−0       | Algeciras C. F.  | Tercera            |                                                                         |                                         | S. Bernardo |
| 31 | 22/02/1959 | 1958–59   | Algeciras C. F. | 2−1       | RB Linense       | Tercera            |                                                                         |                                         | El Mirador  |
| 32 | 27/12/1959 | 1959–60   | RB Linense      | 4−0       | Algeciras C. F.  | Tercera            |                                                                         |                                         | S. Bernardo |
| 33 | 17/04/1960 | 1959–60   | Algeciras C. F. | 2−0       | RB Linense       | Tercera            |                                                                         |                                         | El Mirador  |
| 34 | 20/11/1960 | 1960–61   | Algeciras C. F. | 0−0       | RB Linense       | Tercera            |                                                                         |                                         | El Mirador  |
| 35 | 12/03/1961 | 1960–61   | RB Linense      | 3−4       | Algeciras C. F.  | Tercera            |                                                                         |                                         | S. Bernardo |
| 36 | 15/10/1961 | 1961–62   | RB Linense      | 1−1       | Algeciras C. F.  | Tercera            |                                                                         |                                         | S. Bernardo |
| 37 | 11/02/1962 | 1961–62   | Algeciras C. F. | 2−1       | RB Linense       | Tercera            |                                                                         |                                         | El Mirador  |
| 38 | 16/12/1962 | 1962–63   | RB Linense      | 0−0       | Algeciras C. F.  | Tercera            |                                                                         |                                         | S. Bernardo |
| 39 | 31/03/1963 | 1962–63   | Algeciras C. F. | 4−0       | RB Linense       | Tercera            |                                                                         |                                         | El Mirador  |
| 40 | 31/12/1967 | 1967–68   | Algeciras C. F. | 1−0       | RB Linense       | Tercera            |                                                                         |                                         | El Mirador  |
| 41 | 21/04/1968 | 1967–68   | RB Linense      | 1−0       | Algeciras C. F.  | Tercera            |                                                                         |                                         | S. Bernardo |
| 42 | 22/09/1968 | 1968–69   | Algeciras C. F. | 0−2       | RB Linense       | Tercera            |                                                                         |                                         | El Mirador  |
| 43 | 09/02/1969 | 1968–69   | RB Linense      | 2−3       | Algeciras C. F.  | Tercera            |                                                                         |                                         | S. Bernardo |
| 44 | 23/11/1969 | 1969–70   | Algeciras C. F. | 4−3       | RB Linense       | Tercera            |                                                                         |                                         | El Mirador  |
| 45 | 05/04/1970 | 1969–70   | RB Linense      | 2−2       | Algeciras C. F.  | Tercera            | Huertas, Sánchez                                                        | Gallego x2                              | Municipal   |
| 46 | 06/10/1974 | 1974–75   | RB Linense      | 1−0       | Algeciras C. F.  | Tercera            | Palmero                                                                 |                                         | Municipal   |
| 47 | 16/02/1975 | 1974–75   | Algeciras C. F. | 0−0       | RB Linense       | Tercera            |                                                                         |                                         | El Mirador  |
| 48 | 21/09/1975 | 1975–76   | Algeciras C. F. | 1−0       | RB Linense       | Tercera            |                                                                         |                                         | El Mirador  |
| 49 | 15/02/1976 | 1975–76   | RB Linense      | 1−0       | Algeciras C. F.  | Tercera            | Pariente                                                                |                                         | Municipal   |
| 50 | 30/12/1984 | 1984–85   | RB Linense      | 0−0       | Algeciras C. F.  | Segunda B          |                                                                         |                                         | Municipal   |
| 51 | 12/05/1985 | 1984–85   | Algeciras C. F. | 0−0       | RB Linense       | Segunda B          |                                                                         |                                         | El Mirador  |
| 52 | 17/11/1985 | 1985–86   | Algeciras C. F. | 1−3       | RB Linense       | Segunda B          | Cabello 26'                                                             | Lozano 25', Márquez 53', Torremocha 60' | El Mirador  |
| 53 | 30/03/1986 | 1985–86   | RB Linense      | 2−0       | Algeciras C. F.  | Segunda B          | Segundo 46', Andrades 68'                                               |                                         | Municipal   |
| 54 | 06/11/1988 | 1988–89   | RB Linense      | 0−0       | Algeciras C. F.  | Segunda B          |                                                                         |                                         | Municipal   |
| 55 | 16/04/1989 | 1988–89   | Algeciras C. F. | 3−2       | RB Linense       | Segunda B          | Cabello 3', 70', Elorduy 85'                                            | Francisco 63', Aparicio 75' (p.)        | El Mirador  |
| 56 | 17/09/1995 | 1995–96   | Algeciras C. F. | 0−1       | RB Linense       | Tercera            |                                                                         | José María Casasola 44'                 | El Mirador  |
| 57 | 28/01/1996 | 1995–96   | RB Linense      | 0−1       | Algeciras C. F.  | Tercera            |                                                                         | Juan Antonio 16'                        | Municipal   |
| 58 | 08/09/1996 | 1996–97   | RB Linense      | 0−0       | Algeciras C. F.  | Tercera            |                                                                         |                                         | Municipal   |
| 59 | 19/01/1997 | 1996–97   | Algeciras C. F. | 1−1       | RB Linense       | Tercera            | Garrido 76'                                                             | Pedro García 34'                        | El Mirador  |
| 60 | 28/09/1997 | 1997–98   | RB Linense      | 1−0       | Algeciras C. F.  | Tercera            | Colin Ramírez 67'                                                       |                                         | Municipal   |
| 61 | 08/02/1998 | 1997–98   | Algeciras C. F. | 2−2       | RB Linense       | Tercera            | Sotil 65', Juan Antonio 73'                                             | Isidro 90+1', Acris 90+3'               | El Mirador  |
| 62 | 19/11/2000 | 2000–01   | Algeciras C. F. | 3−2       | RB Linense       | Segunda B          | Cabello 20', 48', Casasola 35'                                          | Rebollo 47' (p.), Galisteo 90+2'        | N. Mirador  |
| 63 | 07/04/2001 | 2000–01   | RB Linense      | 0−0       | Algeciras C. F.  | Segunda B          |                                                                         |                                         | Municipal   |
| 64 | 16/12/2001 | 2001–02   | Algeciras C. F. | 1−0       | RB Linense       | Segunda B          | Capretta 49' (p.)                                                       |                                         | N. Mirador  |
| 65 | 28/04/2002 | 2001–02   | RB Linense      | 0−0       | Algeciras C. F.  | Segunda B          |                                                                         |                                         | Municipal   |
| 66 | 12/11/2006 | 2006–07   | RB Linense      | 1−0       | Algeciras C. F.  | Tercera            | Noel 60' (p.)                                                           |                                         | Municipal   |
| 67 | 15/04/2007 | 2006–07   | Algeciras C. F. | 2−2       | RB Linense       | Tercera            |                                                                         |                                         | N. Mirador  |
| 68 | 24/09/2009 | 2009–10   | RB Linense      | 6−3       | Algeciras C. F.  | Tercera            | Jhony 12', Biri 15', Copi 27', 73' (p.), Carlos Guerra 37', Paquito 90' | Víctor García 49', 60', George 65'      | Municipal   |
| 69 | 31/01/2010 | 2009–10   | Algeciras C. F. | 0−0       | RB Linense       | Tercera            |                                                                         |                                         | N. Mirador  |
| 70 | 08/12/2010 | 2010–11   | Algeciras C. F. | 0−2       | RB Linense       | Tercera            |                                                                         | Copi 78' (p.), Javi Catalán 90+2'       | N. Mirador  |
| 71 | 01/05/2011 | 2010–11   | RB Linense      | 0−1       | Algeciras C. F.  | Tercera            |                                                                         | Jhony 70'                               | Municipal   |
| 72 | 17/11/2013 | 2013–14   | RB Linense      | 1−0       | Algeciras C. F.  | Segunda B          | Hugo Díaz 38'                                                           |                                         | Municipal   |
| 73 | 06/04/2014 | 2013–14   | Algeciras C. F. | 2−0       | RB Linense       | Segunda B          | Jesús Alfaro 24', 61' (p.)                                              |                                         | N. Mirador  |
| 74 | 20/09/2015 | 2015–16   | Algeciras C. F. | 1−0       | RB Linense       | Segunda B          | Iván 5'                                                                 |                                         | N. Mirador  |
| 75 | 07/02/2016 | 2015–16   | RB Linense      | 1−0       | Algeciras C. F.  | Segunda B          | José Ramón 62'                                                          |                                         | Municipal   |
| 76 | 08/12/2019 | 2019–20   | Algeciras C. F. | 2−0       | RB Linense       | Segunda B          | Karim Abubakar 29', Domínguez 58' (p.)                                  |                                         | N. Mirador  |
| X  | −          | 2019–20   | RB Linense      | X         | Algeciras C. F.  | Segunda B          |                                                                         |                                         | Municipal   |
| 77 | 03/01/2021 | 2020–21   | Algeciras C. F. | 1−1       | RB Linense       | Segunda B          | Iván 31' (p.)                                                           | Pito Camacho 50'                        | N. Mirador  |
| 78 | 14/03/2021 | 2020–21   | RB Linense      | 0−1       | Algeciras C. F.  | Segunda B          |                                                                         | Eduardo Ubis 90+3'                      | Municipal   |
| 79 | 19/09/2021 | 2021–22   | RB Linense      | 0−4       | Algeciras C. F.  | Primera RFEF       |                                                                         | Roni 3', Romero 23', 55', Morilla 82'   | Municipal   |
| 80 | 06/03/2022 | 2021–22   | Algeciras C. F. | 1−0       | RB Linense       | Primera RFEF       | Iván 74'                                                                |                                         | N. Mirador  |
| 81 | 07/12/2022 | 2022–23   | Algeciras C. F. | 1−0       | RB Linense       | Primera Federación | Albarrán 13'                                                            |                                         | N. Mirador  |
| 82 | 23/04/2023 | 2022–23   | RB Linense      | 0−2       | Algeciras C. F.  | Primera Federación |                                                                         | Siddiki 67', Elejalde 86'               | Municipal   |

### Copa del Rey
| #  | Fecha      | Temporada | Ronda             | Partido | Equipo local | Resultado | Equipo visitante | Anotadores locales   | Anotadores visitantes | Estadio      |
| -- | ---------- | --------- | ----------------- | ------- | ------------ | --------- | ---------------- | -------------------- | --------------------- | ------------ |
| 3  | 27/02/1944 | 1944      | 2ª Ronda (1/512)  | Único   | RB Linense   | 1–2       | Algeciras C.F.   | Castillo             | Díaz II               | San Bernardo |
| 18 | 14/09/1947 | 1947-48   | 1ª Ronda (1/1024) | Único   | RB Linense   | 2–3       | Algeciras C.F.   | Rufo                 | Eduardo, Solís, Pilin | San Bernardo |
| 21 | 05/09/1948 | 1948-49   | 1ª Ronda (1/256)  | Único   | RB Linense   | 3–1       | Algeciras C.F.   | Rufo, Rufo, Gallardo | García Díaz           | San Bernardo |

### Copa Federación
| #  | Fecha      | Temporada | Ronda                | Partido      | Equipo Local    | Resultado | Equipo visitante | Anotadores locales | Anotadores visitantes | Estadio      |
| -- | ---------- | --------- | -------------------- | ------------ | --------------- | --------- | ---------------- | ------------------ | --------------------- | ------------ |
| 6  | 04/03/1945 | 1944–45   | 3ª Ronda (1/32)      | Ida          | RB Linense      | 4−2       | Algeciras C. F.  |                    |                       | San Bernardo |
| 7  | 11/03/1945 | 1944–45   | 3ª Ronda (1/32)      | Vuelta       | Algeciras C. F. | 0−1       | RB Linense       |                    |                       | El Calvario  |
| 10 | 10/03/1946 | 1945–46   | 1ª Ronda (F. Grupos) | Ida (J5)     | RB Linense      | 4−0       | Algeciras C. F.  |                    |                       | San Bernardo |
| 11 | 14/04/1946 | 1945–46   | 1ª Ronda (F. Grupos) | Vuelta (J10) | Algeciras C. F. | 6−1       | RB Linense       |                    |                       | El Calvario  |
| 12 | 21/04/1946 | 1945–46   | 2ª Ronda (1/16)      | Ida          | Algeciras C. F. | 1−1       | RB Linense       |                    |                       | El Calvario  |
| 13 | 28/07/1946 | 1945–46   | 2ª Ronda (1/16)      | Vuelta       | RB Linense      | 0−4       | Algeciras C. F.  |                    |                       | San Bernardo |

### Trofeos amistosos
| Temporada | Fecha      | Trofeo                     | Ed.  | Ronda      | Equipo local   | Resultado    | Equipo visitante | Anotadores locales                | Anotadores visitantes   | Estadio       |
| --------- | ---------- | -------------------------- | ---- | ---------- | -------------- | ------------ | ---------------- | --------------------------------- | ----------------------- | ------------- |
| 1980      | 25/08/1980 | Trofeo Ciudad de La Línea  | XI   | Final      | RB Linense     | 0–1 (t. e.)  | Algeciras C.F.   |                                   | Bartolí 105'            | Municipal     |
| 1981      | 21/08/1981 | Trofeo Bahía de Algeciras  | VII  | Triangular | Algeciras C.F. | 2–1          | RB Linense       | Calabuig 75', Manolito 84'        | Bobi 77'                | Mirador       |
| 1981      | 27/08/1981 | Trofeo Balompédica Linense | II   | Triangular | RB Linense     | 1–0          | Algeciras C.F.   | Vera 70' (p.)                     |                         | Municipal     |
| 1982      | 20/08/1982 | Trofeo Bahía de Algeciras  | VIII | Triangular | Algeciras C.F. | 0–2          | RB Linense       |                                   | Quirós 23', Márquez 44' | Mirador       |
| 1982      | 26/08/1982 | Trofeo Balompédica Linense | III  | Triangular | RB Linense     | 0–3          | Algeciras C.F.   |                                   | Pepito, Calabuig, Asián | Municipal     |
| 1984      | 15/08/1984 | Trofeo Bahía de Algeciras  | X    | Triangular | Algeciras C.F. | 0–0 (x-x p.) | RB Linense       |                                   |                         | Mirador       |
| 1984      | 19/08/1984 | Trofeo Balompédica Linense | V    | Triangular | RB Linense     | 2–2          | Algeciras C.F.   | Veloso, García                    | Luis, Pepito            | Municipal     |
| 1990      | 25/08/1990 | Trofeo Balompédica Linense | X    | Final      | RB Linense     | 3–1          | Algeciras C.F.   | Arias 76', Jorge 80', Francis 87' | Cabello 1'              | Municipal     |
| 2011      | 15/08/2011 | Trofeo Virgen de La Palma  | XIX  | Final      | Algeciras C.F. | 0–0 (5-4 p.) | RB Linense       |                                   |                         | Nuevo Mirador |
| 2014      | 08/08/2014 | Trofeo Mancomunidad        | II   | Semifinal  | Algeciras C.F. | 1–0          | RB Linense       | Melchor 41'                       |                         | San Rafael    |
| 2015      | 08/08/2015 | Trofeo Mancomunidad        | III  | Final      | RB Linense     | 2–1          | Algeciras C.F.   | Chico Rubio 77', Juampe 78' (p.)  | Cristo Díaz             | Municipal     |
| 2016      | 13/08/2016 | Trofeo Mancomunidad        | IV   | Final      | Algeciras C.F. | 2–0          | RB Linense       | David Camps 67' (p.), 90+4'       |                         | Nuevo Mirador |
| 2018      | 11/08/2018 | Trofeo Virgen de La Palma  | XXVI | Final      | Algeciras C.F. | 0–1          | RB Linense       |                                   | Ahmed 90+1'             | Nuevo Mirador |

### Partidos amistosos
| Año  | Fecha      | Equipo local | Resultado | Equipo visitante | Anotadores locales         | Anotadores visitantes | Estadio   |
| ---- | ---------- | ------------ | --------- | ---------------- | -------------------------- | --------------------- | --------- |
| 2007 | 10/08/2007 | RB Linense   | 3–2       | Algeciras C.F.   |                            |                       | Municipal |
| 2012 | 17/08/2012 | RB Linense   | 2–1       | Algeciras C.F.   | Ismael Chico 16', Copi 25' | Mario 61'             | Municipal |
| 2018 | 18/08/2018 | RB Linense   | 1–0       | Algeciras C.F.   | Carrasco 58'               |                       | Municipal |

## Estadísticas
| Temporada | Categoría       | Estadio           | Resultado | Diferencia |
| --------- | --------------- | ----------------- | --------- | ---------- |
| 1955-56   | 3ª División     | San Bernardo      | 5-0       | +5         |
| 1945-46   | Copa Federación | San Bernardo      | 4-0       | +4         |
| 1959-60   | 3ª División     | San Bernardo      | 4-0       | +4         |
| 2009-10   | 3ª División     | Estadio Municipal | 6-3       | +3         |
| 1948-49   | 3ª División     | San Bernardo      | 4-1       | +3         |
| 1957-58   | 3ª División     | San Bernardo      | 3-0       | +3         |

| Temporada | Categoría             | Estadio       | Resultado | Diferencia |
| --------- | --------------------- | ------------- | --------- | ---------- |
| 1945-46   | Copa Federación       | El Calvario   | 6-1       | -5         |
| 1943-44   | 3ª División           | El Calvario   | 4-0       | -4         |
| 1962-63   | 3ª División           | El Mirador    | 4-0       | -4         |
| 1945-46   | Copa Federación       | San Bernardo  | 0-4       | -4         |
| 2021-22   | Primera División RFEF | Municipal     | 0-4       | -4         |
| 1944-45   | 3ª División           | San Bernardo  | 0-2       | -2         |
| 1946-47   | 3ª División           | El Calvario   | 2-0       | -2         |
| 1946-47   | 3ª División           | El Calvario   | 2-0       | -2         |
| 1959-60   | 3ª División           | El Mirador    | 2-0       | -2         |
| 2013-14   | 2ª División B         | Nuevo Mirador | 2-0       | -2         |
| 2019-20   | 2ª División B         | Nuevo Mirador | 2-0       | -2         |
| 2022-23   | Primera División RFEF | Municipal     | 0-2       | -2         |

### Derbiscon más goles anotados
| Temporada | Categoría             | Estadio           | Resultado | Goles |
| --------- | --------------------- | ----------------- | --------- | ----- |
| 2009-10   | 3ª División           | Estadio Municipal | 6-3       | 9     |
| 1944-45   | 3ª División           | El Calvario       | 5-4       | 9     |
| 1945-46   | Copa Federación       | El Calvario       | 6-1       | 7     |
| 1969-70   | 3ª División           | El Mirador        | 4-3       | 7     |
| 1960-61   | 3ª División           | San Bernardo      | 3-4       | 7     |
| 1948-49   | 3ª División           | El Calvario       | 2-4       | 6     |
| 1944-45   | Copa Federación       | San Bernardo      | 4-2       | 6     |
| 1955-56   | 3ª División           | San Bernardo      | 5-0       | 5     |
| 1948-49   | 3ª División           | San Bernardo      | 4-1       | 5     |
| 1947-48   | 3ª División           | El Calvario       | 2-3       | 5     |
| 1947-48   | Copa del Generalísimo | San Bernardo      | 2-3       | 5     |
| 1968-69   | 3ª División           | San Bernardo      | 2-3       | 5     |
| 1988-89   | 2ª División B         | El Mirador        | 3-2       | 5     |
| 2000-01   | 2ª División B         | Nuevo Mirador     | 3-2       | 5     |

### Futbolistas que han jugado en ambos equipos
| Lista completa |
| --- |
| A - Alberto Monteagudo (jugador en el Algeciras C. F., entrenador en la Balona) - Álex Guti - Andrés Mateo - Ángel Sáez Olmedo - Antonio Merino - Antonio Serrano González - Antoñito - Armando Hernández Barranco B - Baby (entrenador) C - Copi D - Dani Gallardo E - Eduardo Gutiérrez Sánchez - Enrique Alés (entrenador) - Emilio Fajardo (jugador en la Balona, entrenador en el Algeciras C. F.) F - Fernando Gallego Jiménez - Francisco Fernández Caba - Francisco Javier Navarro Benito Francis - Francisco Javier Segundo Astorga G - Gonzalo Almenara H - Heriberto Hernández Ramos Bertín J - Jacobo Azafrani Beliti (entrenador) - Jhony - Jose El Negro - José Gordillo Anselmo Mauri - José Luis Bocoya Gómez - José Luis de la Paz Marín - José Manuel Casasola Muñoz - José María Elorduy Trifol - José Solís Florido - Jorge Báez Aranda - Juampe Rico - Juan Antonio García León - Juan Antonio Muñoz Torres - Juan Cacheira - Juan Hoyos Villalta - Juan José López Infantes L - Liam Walker - Lorenzo Pérez - Luis Ignacio Urbiola Chivite M - Mané Jiménez - Manuel Gutiérrez Serrano - Miguel Ángel Espínola N - Noel O - Óscar Miguel López Gavira P - Pedro Almenara Montoya - Polo R - Rafael José Platero Galiano - Roberto Carlos Gómez Bracho S - Sotil T - Tomás Sánchez Mesa U - Unai Gutiérrez Albizu Y - Yiyi (jugador en la Balona, entrenador en el Algeciras C. F.) |

## Miniderbi
Los filiales de Algeciras Club de Fútbol (Algeciras Club de Fútbol "B" desde 2004) y Real Balompédica Linense (Atlético Zabal Linense de 2006 a 2010, Club Deportivo Balona Balompié Club de Fútbol de 2010 a 2016 y Real Balompédica Linense "B" desde 2019) se han encontrado y enfrentado varias veces en categorías regionales del fútbol andaluz.
| # | Fecha      | Temporada | Equipo Local                 | Resultado | Equipo visitante             | Competición               | Anotadores locales | Anotadores visitantes | Estadio           |
| - | ---------- | --------- | ---------------------------- | --------- | ---------------------------- | ------------------------- | ------------------ | --------------------- | ----------------- |
|   | 15/10/2006 | 2006–07   | Algeciras C. F. "B"          | 0−0       | Atlético Zabal               | Regional Preferente Cádiz |                    |                       |                   |
|   | 11/02/2007 | 2006–07   | Atlético Zabal               | 1−2       | Algeciras C. F. "B"          | Regional Preferente Cádiz |                    |                       |                   |
|   | 16/12/2007 | 2007–08   | Algeciras C. F. "B"          | 1−1       | Atlético Zabal               | Regional Preferente Cádiz |                    |                       |                   |
|   | 27/04/2008 | 2007–08   | Atlético Zabal               | 6−5       | Algeciras C. F. "B"          | Regional Preferente Cádiz |                    |                       |                   |
|   | ??/??/2008 | 2008–09   | Algeciras C. F. "B"          | 0−1       | Atlético Zabal               | Regional Preferente Cádiz |                    |                       |                   |
|   | 08/02/2009 | 2008–09   | Atlético Zabal               | 4−2       | Algeciras C. F. "B"          | Regional Preferente Cádiz |                    |                       |                   |
|   | 18/09/2011 | 2011–12   | Balona Balompié C. F.        | 2−1       | Algeciras C. F. "B"          | Primera Provincial Cádiz  |                    |                       |                   |
|   | 22/01/2012 | 2011–12   | Algeciras C. F. "B"          | 0−2       | Balona Balompié C. F.        | Primera Provincial Cádiz  |                    |                       |                   |
|   | 30/09/2012 | 2012–13   | Balona Balompié C. F.        | 5−0       | Algeciras C. F. "B"          | Regional Preferente Cádiz |                    |                       |                   |
|   | 26/01/2013 | 2012–13   | Algeciras C. F. "B"          | 2−3       | Balona Balompié C. F.        | Regional Preferente Cádiz |                    |                       |                   |
|   | 13/10/2013 | 2013–14   | Algeciras C. F. "B"          | 4−0       | Balona Balompié C. F.        | Regional Preferente Cádiz |                    |                       |                   |
|   | 09/02/2014 | 2013–14   | Balona Balompié C. F.        | 1−0       | Algeciras C. F. "B"          | Regional Preferente Cádiz |                    |                       |                   |
|   | 10/11/2024 | 2024–25   | Real Balompédica Linense "B" | 2−1       | Algeciras C. F. "B"          | Primera División Andaluza |                    |                       | Virgen del Carmen |
|   | 09/02/2025 | 2024–25   | Algeciras C. F. "B"          |           | Real Balompédica Linense "B" | Primera División Andaluza |                    |                       |                   |